# Chelidonisis philippinensis
Chelidonisis philippinensis is een zachte koraalsoort uit de familie Isididae. De koraalsoort komt uit het geslacht Chelidonisis. Chelidonisis philippinensis werd in 1987 voor het eerst wetenschappelijk beschreven door Bayer & Stefani. 